# Arkadi Zaides
 (janvier 2017).
Arkadi Zaides est un danseur et chorégraphe indépendant israélien né en 1979 en Union soviétique. Dans les années 1990, il rejoint Israël. Depuis 2004 il exerce sa profession de manière indépendante. Il vit et travaille à Tel-Aviv.

## Biographie
Arkadi Zaides rejoint Israël à l'âge de onze ans. Il y découvre la danse et fait le choix d'en faire son outil d'expression.
Il a été formé au sein de la Batsheva Dance Company d'Ohad Naharin. C'est à l'âge de 25 ans qu'il quitte l'école pour mener sa propre carrière, et devenir par la suite chorégraphe.
Pour lui, l'art est le reflet d'une réalité sociale et politique. Et surtout dans son pays où les tensions géopolitiques agissent sur les corps et sur les esprits. 

## Œuvres
- Land-Research[3] est une création chorégraphique qui met en scène la complexité du rapport entre le corps et l'environnement. C'est un spectacle constitué de cinq tableaux interprétés par différents danseurs. Chacun étant issu d'un milieu différent ils retransmettent leur processus personnel de transformation. Dans cette création, Arkadi Zaides crée une nouvelle cartographie, et lie ensemble le personnel et le politique.
- Quiet[4] est une création née d'un réel sens de l'urgence, à la lumière d'une instabilité politique, à une croissance de l'hostilité dans les villes d'Israël. Cette tension ne laissant pas à communiquer, à la réflexion et au changement. Le concept était de créer une plate-forme de liberté où la communication serait libre et honnête. L'irrationalité, les émotions prennent placent au cœur du projet. Le spectacle a été menés par des acteurs et des danseurs juifs et arabes écartant ainsi les sources d'un conflit séculaire d'un endroit calme: la scène.
- Solo Colores[5] a vu le jour à partir d'un désir de créer un dialogue entre les deux artistes féminines Isabel Cruellas et Iris Erez, ainsi que d'une plate-forme de convergence des disciplines. C'est une performance qui se déroule dans un espace incolore blanc. Parmi les sculptures d'Isabel Cruellas se trouve Iris Erez qui essaie de revivre des expériences passées en exposant son monde intérieur.
- Meeting Brian Wash[6] explore les thèmes des systèmes physico-socio-émotionnels forcées, et leurs effets sur les mondes intérieurs et les relations entre les êtres humains. Ce spectacle pointe essentiellement les caractères humains ainsi que leurs systèmes de contrôle à travers la technique du brainwash.
- Daat[7] est une collaboration entre Arakdi Zaides et des artistes japonais issus de différents arts. Durant cinq semaines, au cœur des studios Steep Slope Studio de Yokohama, ils ont ensemble performé autour de la thématique du Jardin d'Éden.
- Adamdam[8] est une création inspirée du Golem de la mythologie juive. Ce spectacle revient sur les dilemmes que présente sur l'homme, la modernité et le progrès face au désir de revenir en arrière: à la simplicité et la sagesse.
- Response to "Dig Deep"[9] est une chorégraphie imaginé lors du projet Aire de Jeu aux Subsistances à Lyon en  20413. Les chorégraphes étaient invités à créer un morceau en utilisant une musique d'un compositeur contemporain. Zaides a pour cela choisi le morceau Dig Deep de la compositrice new-yorkaise Julia Wolfe.
- Archive[10] est une composition de chorégraphie qui a pour but de dénoncer les violences de colons israéliens sur les palestiniens. C'est une performance qui mélange art vidéo et danse. Les vidéos ont été filmés par des Palestiniens et par les membres israéliens de l'association des droits de l'Homme B'Tselem.